# Macomb (Illinois)
Macomb é uma cidade localizada no estado americano de Illinois, no Condado de McDonough.

## Demografia
Segundo o censo americano de 2000, a sua população era de 18.558 habitantes.
Em 2006, foi estimada uma população de 18.422, um decréscimo de 136 (-0.7%).

## Geografia
De acordo com o United States Census Bureau tem uma área de
26,5 km², dos quais 25,5 km² cobertos por terra e 1,0 km² cobertos por água. Macomb localiza-se a aproximadamente 219 m acima do nível do mar.

## Localidades na vizinhança
O diagrama seguinte representa as localidades num raio de 16 km ao redor de Macomb.